# Vilámovský kopec
Vilámovský kopec (510 m n. m.) je vrch v okrese Ústí nad Orlicí v Pardubickém kraji. Leží asi 1,5 km jjz. od obce Řetůvka, vrcholem na katastrálním území vsi Horní Sloupnice, západními svahy na území vsi Dolní Sloupnice a severozápadními svahem na území obce Džbánov.

## Geomorfologické zařazení
Geomorfologicky vrch náleží do celku Svitavská pahorkatina, podcelku Českotřebovská vrchovina, okrsku Kozlovský hřbet a podokrsku Brandýský hřbet.